# Kiefer Sutherland
Kiefer William Frederick Dempsey George Rufus Sutherland (født 21. december 1966 i London, England) er en Emmy og Golden Globe-vindende canadisk skuespiller, blandt andet kendt for sin rolle som Jack Bauer i tv-serien 24 Timer.

## Biografi
Sutherland er søn af Donald Sutherland og Shirley Douglas, begge kendte canadiske skuespillere. Han er af skotsk afstamning på begge sider og er dattersøn af den canadiske statsmand og opfinder af den canadiske Medicare Tommy Douglas, som i 2004 blev valgt som The Greatest Canadian af CBC's seere. 
Han og hans tvillingesøster, Rachel, blev født i London mens hans forældre arbejdede der. Som et resultat deraf har han både canadisk og britisk pas.
Hans familie flyttede til Los Angeles, Californien kort efter, men hans forældre blev skilt i 1970. I 1975 flyttede Sutherland med sin mor til Toronto, Ontario, Canada, hvor han gik på St. Andrew's College, Martingrove Collegiate Institute og Malvern Collegiate Institute. Kiefer har udtalt at han ikke var klar over at hans far var en skuespiller før han blev 18 år.
Sutherland har været forlovet med Julia Roberts, men i 1991 sluttede deres forhold blot fem dage før deres planlagte bryllup.
Han har en datter, Sarah Jude Sutherland, og en steddatter med sit tidligere ægteskab med Camelia Kath.
29. juni 1996 giftede han sig med Kelly Winn. Parret er i øjeblikket ved at blive skilt.
I efteråret 2001 forstyrrede Sutherland indspilningen af første afsnit af onlineserien The Lonely Island uden at vide det. I episoden "White Power" udvikler hovedpersonerne en afgængighed af tandbleger , og overfalder på et tidspunkt en gammel dame for at lette deres afhængighed. Sutherland, som kom kørende i bil, troede at overfaldet var ægte og sprang ud af bilen for at gribe ind. En del af Sutherlands optræden er vist efter rulleteksterne.
Sutherland var på forsiden af april-udgaven af Rolling Stone, i en artikel kaldet "Alone in the Dark with Kiefer Sutherland." Artiklen begyndte med at Sutherland afslørede sin interesse i at lade Jack Bauer blive dræbt i 24 Timer. Han sagde dog også "Misforstå mig ikke. Jeg elsker, hvad jeg laver."  Den afslørede også, at han bruge 10 ud af 12 måneder på at arbejde på 24 Timer.
Sutherland lagde også stemme til Apples reklame for introduceringen af den nye Intel chip i deres computere.
Sutherland optrådte i åbningssketchen af Primetime Emmy Awards 2006 som sin 24 Timer person Jack Bauer.

## Filmografi
Sutherland har instrueret tre og medvirket i over 50 film. Nogle af dem vises nedenfor.

• Designated Survivor (2016-2019), præsident Thomas Adam Kirkman
- Dragonlance: Dragons of Autumn Twilight (2007), stemme til Raistlin Majere.
- 24 Timer (2001-2010)
- Helt Vildt (2006), stemme til løven Samson
- The Sentinel (2006), som David Breckinridge
- River Queen (2005) som Doyle
- The Flight That Fought Back (2005), som fortælleren.
- Taking Lives (2004), som Hart
- Phone Booth (2003), som den anonyme snigskytte
- Landet for længe siden 10: Den store udvandring (2003), stemme til Bron (Lillefods far).
- Behind the Red Door (2002), som Roy
- Dead Heat (2002), som Pally LaMarr
- Desert Saints (2002), som Arthur Banks
- To End All Wars (2001), som Lt. Jim Reardon
- The Right Temptation (2000), som Michael Farrow-Smith
- Picking Up the Pieces (2000), som Bobo
- Woman Wanted (2000), som Wendell Goddard, Sutherland instruerede også filmen
- After Alice (1999), som Mickey Hayden
- Eye of the Killer (1999), som Michael Hayden
- Ground Control (1998), som Jack Harris
- Break Up (1998), som John Box
- A Soldier's Sweetheart (1998), som Rat Kiley
- Dark City (1998), som Dr. Daniel Schreber.
- Truth or Consequences, N.M. (1997), som Curtis Freley, Sutherland instruerede også filmen
- Armitage III: Poly-Matrix (1997), stemme til Ross Syllabus.
- A Time to Kill (1996), som Freddie Lee Cobb. Sutherland spiller sammen med sin far Donald Sutherland.
- Freeway (1996), som Bob Wolverton
- An Eye for an Eye (1996), som Robert Doob
- The Cowboy Way (1994), som Sonny Gilstrap
- Forsvundet sporløst (1993), som Jeff Harriman
- De Tre Musketerer (1993), som Athos
- Et spørgsmål om ære (1992), som Lieutenant Jonathan James Kendrick
- Twin Peaks: Fire Walk with Me (1992), som Sam Stanley
- Article 99 (1992), som Dr. Peter Morgan
- The Nut Cracker Prince (1990), som Nut Cracker Prince.
- Leg med døden (1990), som Nelson
- Young Guns II (1990), som Josiah Gordon 'Doc' Scurlock
- Renegades (1989), som Buster McHenry
- Young Guns (1988), som Josiah Gordon 'Doc' Scurlock
- The Lost Boys (1987), som vampyren David
- Promised Land (1987), som Danny
- Crazy Moon (1987), som Brooks
- Stand By Me (1986), som Ace Merrill
- Trapped in Silence (1986) (TV), som Kevin Richter
- Brotherhood of Justice (1986), som Victor
- The Bay Boy (1984), som Donald Campbell, Sutherlands første filmrolle, gav ham en Genie nominering for bedste skuespiller.
- Max Dugan Returns (1983), som Bill

## Priser og nomineringer

### DVD Exclusive Awards
- 2003: nomineret til bedste skuespiller -- Dead Heat

### Emmy Awards
- 2006: vandt Outstanding Drama Series -- 24
- 2006: vandt Outstanding Lead Actor in a Drama Series -- 24
- 2005: nomineret til Outstanding Drama Series -- 24
- 2005: nomineret til Outstanding Lead Actor in a Drama Series -- 24
- 2004: nomineret til Outstanding Drama Series -- 24
- 2004: nomineret til Outstanding Lead Actor in a Drama Series -- 24
- 2003: nomineret til Outstanding Drama Series -- 24
- 2003: nomineret til Outstanding Lead Actor in a Drama Series -- 24
- 2002: nomineret til Outstanding Lead Actor in a Drama Series -- 24

### Genie Awards
- 1985: nomineret til Best Performance by an Actor in a Leading Role -- The Bay Boy

### Golden Globe Awards
- 2006: nomineret til Golden Globe for bedste skuespiller i en dramaserie -- 24
- 2004: nomineret til Golden Globe for bedste skuespiller i en dramaserie -- 24
- 2003: nomineret til Golden Globe for bedste skuespiller i en dramaserie -- 24
- 2002: vandt Golden Globe for bedste skuespiller i en dramaserie -- 24

### Monte-Carlo TV Festival
- 2006: vandt Best International Producer -- 24
- 2006: vandt Outstanding Lead Actor in a Drama Series -- 24

### MTV Movie Awards
- 2004: nomineret til Best Villain -- Phone Booth
- 1997: nomineret til Best Villain -- A Time to Kill

### People's Choice Awards
- 2006: nomineret til Favorite Male Star -- 24

### Satellite Awards
- 2003: vandt Best Performance by an Actor in a Series, Drama -- 24
- 2002: vandt Best Performance by an Actor in a Series, Drama -- 24

### Screen Actor Guild Awards
- 2006: vandt Outstanding Performance by a Male Actor in a Drama Series -- 24
- 2005: nomineret til Outstanding Performance by a Male Actor in a Drama Series -- 24
- 2005: nomineret til Outstanding Performance by an Ensemble in a Drama Series -- 24
- 2004: vandt Outstanding Performance by a Male Actor in a Drama Series -- 24
- 2003: nomineret til Outstanding Performance by a Male Actor in a Drama Series -- 24
- 2003: nomineret til Outstanding Performance by an Ensemble in a Drama Series -- 24

### Slamdunk Film Festival
- 2000: vandt Best Feature Film -- Woman Wanted

### Teen Choice Awards
- 2006: nomineret til Choice TV Actor – Drama/Action Adventure -- 24

### Television Critics Association Awards
- 2006: nomineret til Outstanding Individual Achievement in Drama -- 24
- 2005: nomineret til Individual Achievement in Drama -- 24
- 2004: nomineret til Individual Achievement in Drama -- 24
- 2003: nomineret til Individual Achievement in Drama -- 24
- 2002: nomineret til Individual Achievement in Drama -- 24

### Western Heritage Awards
- 1989: vandt Theatrical Motion Picture -- Young Guns

## Fodnoter
1. ↑  "Rolling Stone artikel". Arkiveret fra originalen 19. april 2008. Hentet 1. oktober 2006.
2. ↑  "Macworld.com". Arkiveret fra originalen 20. oktober 2006. Hentet 1. oktober 2006.

## Eksterne links
- Wikimedia Commons har flere filer relateret til Kiefer Sutherland
- Kiefer Sutherland på Internet Movie Database (engelsk)
- Kiefer Sutherland på Filmdatabasen
- Kiefer Sutherland på danskfilmogtv.dk
- Kiefer Sutherland på Scope
- Kiefer Sutherland på Svensk Filmdatabas (svensk)
- Kiefer Sutherland på AlloCiné (fransk)
- Kiefer Sutherland på AllMovie (engelsk)
- Kiefer Sutherland på Turner Classic Movies (engelsk)
- Kiefer Sutherland på Rotten Tomatoes (engelsk)
- Kiefer Sutherland på The Movie Database (engelsk)
- Kiefer Sutherland på Notable Names Database (engelsk)
- Kiefer Sutherland Public Service Announcement om Internet Safety Arkiveret 18. februar 2008 hos  Wayback Machine
- Kiefer Sutherland fanside Arkiveret 18. juni 2007 hos  Wayback Machine
- Kiefer Sutherland fanside

### Interviews og artikler
- Ask Men artikel Arkiveret 20. oktober 2006 hos  Wayback Machine
- Daily Telegraph interview
- The Age interview